# Типпубецу
Типпубецу (яп. 秩父別町 Типпубэцу-тё:) — посёлок в Японии, находящийся в уезде Урю округа Сорати губернаторства Хоккайдо. Площадь посёлка составляет 47,26 км², население — 2629 человек (30 июня 2014), плотность населения — 55,63 чел./км².

## Географическое положение
Посёлок расположен на острове Хоккайдо в губернаторстве Хоккайдо. С ним граничат город Фукагава и посёлки Нумата, Хокурю, Мосеуси.

## Население
Население посёлка составляет 2629 человек (30 июня 2014), а плотность — 55,63 чел./км². Изменение численности населения с 1980 по 2005 годы:
| 1980 | 4163 чел. |  |
| 1985 | 4003 чел. |  |
| 1990 | 3735 чел. |  |
| 1995 | 3544 чел. |  |
| 2000 | 3268 чел. |  |
| 2005 | 3003 чел. |  |

## Символика
Деревом посёлка считается сакура, цветком — роза, птицей — рододендрон.